# Hypaniola kowalewskii
Hypaniola kowalewskii är en ringmaskart som först beskrevs av Grimm in Annenkova 1927.  Hypaniola kowalewskii ingår i släktet Hypaniola och familjen Ampharetidae. Inga underarter finns listade i Catalogue of Life.